# 刘耀光
刘耀光（1954年3月18日—），男，广东韶关人，植物遗传学家，中国科学院院士，九三学社社员，华南农业大学教授。

## 经历
刘耀光1954年3月18日生于广东韶关，1972年毕业于广东北江中学。1977年，高中毕业后在家务农5年的刘耀光，成为恢复高考后的第一批大学生，进入华南农学院农学系遗传育种专业学习。
1981年，刘耀光从华南农学院毕业。1982年3月至1984年8月，就职于湖南省长沙市农业专科学校，任助教。1984年，考取华南农业大学硕士研究生，师从卢永根。1985年，因表现出色，获得选派出国留学机会。1985年至1988年，就读于日本的香川大学，获农学硕士学位。1989年至1991年就读于日本的京都大学，获农学博士学位。
1991年4月至1996年6月，刘耀光就职于日本三井植物生物技术研究所，先后任博士后、研究员。1996年7月回国，就职于华南农业大学，任研究员。1997年获国家杰出青年科学基金。2002年受聘教育部长江学者特聘教授。2017年当选中国科学院生命科学与医学学部院士。2019年1月刘耀光团队研究项目“杂交稻育性控制的分子遗传基础”获得2018年度国家自然科学奖二等奖。

## 成就
刘耀光主要从事植物育性发育的分子遗传和基因工程研究，在水稻细胞质雄性不育与恢复性、杂种不育与亲和性、光温敏不育性等遗传系统的基因克隆和分子作用机理方面取得了许多研究成果，如：发现植物细胞质雄性不育与育性恢复皆由线粒体基因与细胞核基因相互作用而控制，阐明了线粒体不育基因的起源、演化与分子作用机理；揭示了复合座位多基因互作控制植物杂种不育性的机理，并创建了杂种亲和的新技术。